# Erythrina oaxacana
Erythrina oaxacana là một loài thực vật có hoa trong họ Đậu. Loài này được (Krukoff) Barneby miêu tả khoa học đầu tiên.